# Sônia Rosa
Sônia Rosa (cantora) (nome real: Sônia Angelica De Carvalho Rosa, 1949- ) é uma cantora ativa no Japão. Nasceu em São Paulo, Brasil . DJ TARO, DJ de uma rádio club, é seu filho biológico.

## Carreira
Filha de família rica, começou a tocar violão aos 6 anos, aprendendo as canções de João Gilberto e aprimorando sua musicalidade. Na adolescência, fez seu nome lançando discos como cantora de bossa nova .
Depois de entrar em contato com o pai de Lisa Ono, que era dono de um clube em São Paulo, ela se mudou para o Japão . Estreou no Japão em 1970, com música produzida pelo saxofonista Sadao Watanabe . Em uma casa de shows, ela cantou ao lado da performance de Watanabe.
No mesmo clube, ela se deu bem com Yuji Ohno, que tocava piano nos dias em que Watanabe não podia aparecer. Ohno já usou Sônia muitas vezes em temas de TV e música comercial, também lançando um álbum juntos.
Desde a segunda metade dos anos 80 ela vem se dedicando à criação dos filhos, mas em 2006 lançoi o álbum "Depois Do Nosso Tempo" produzido pelo filho, DJ TARO, em resposta à elevada reavaliação da sua musicalidade, e assim ela volta à cena musical japonesa.

## Sua obra

### Álbuns
| data de lançamento     | rótulo                              | tipos | número da peça | álbum                      | observações                                                          |
| ---------------------- | ----------------------------------- | ----- | -------------- | -------------------------- | -------------------------------------------------------------------- |
| 1967                   |                                     | LPs   |                | A Bossa Rose De Sonia      |                                                                      |
| 1º de novembro de 2004 |                                     | CDs   |                | A Bossa Rose De Sonia      |                                                                      |
| 1970                   | Toshiba Indústria Musical Expressar | LPs   | EP-7751        | Sensível Som de Sonia Rosa |                                                                      |
| 1971                   | Toshiba Indústria Musical Expressar | LPs   | ETP-8111       | Sensível Som de Sonia Rosa |                                                                      |
| 2011                   | som vívido                          | CDs   | VSCD-606       | Sensível Som de Sonia Rosa |                                                                      |
| 1974                   |                                     | LPs   |                | Spiced with Brazil         |                                                                      |
|                        |                                     | LPs   | EM-1037        | Spiced with Brazil         | Uma reedição pesada do LP não está à venda para benefícios de áudio. |
| 11 de outubro de 2001  | música sony                         | CDs   |                | Spiced with Brazil         |                                                                      |
| 1979                   | CBS/Sony                            | LPs   | 25AH-505       | Samba Amor                 |                                                                      |
| 1991                   | música sony                         | CDs   | SRCL-1899      | Samba Amor                 |                                                                      |
| 4 de outubro de 2006   | Avex Marketing                      | CDs   | AVCD-61008     | Depois Do Nosso Tempo      |                                                                      |

### Lados ( discos de vinil dos álbuns )
| data de lançamento  | rótulo                              | número da peça | superfície | título               | letra da música  | composição      | arranjo         | observações                                                           |
| ------------------- | ----------------------------------- | -------------- | ---------- | -------------------- | ---------------- | --------------- | --------------- | --------------------------------------------------------------------- |
| 1967                | Continental                         | CS-50.032      | A.         | ... E-Fim            |                  |                 |                 |                                                                       |
| 1967                | Continental                         | CS-50.032      | B.         | Adeus Guacyra        |                  |                 |                 |                                                                       |
| fevereiro de 1970   | Toshiba Indústria Musical Expressar | EP-1207        | A.         | Aoi Bed              | Michio Yamagami  | Kunihiko Suzuki | Kunihiko Suzuki |                                                                       |
| fevereiro de 1970   | Toshiba Indústria Musical Expressar | EP-1207        | B.         | Morning Coffee       | Michio Yamagami  | Kunihiko Suzuki | Kunihiko Suzuki |                                                                       |
| 5 de maio de 1975   | registro elétrico                   | GS-8006        | A.         | Dias sem Volta       | Yoshiki Iwama    | Kouichi Sakata  | Kouichi Sakata  | Tema de abertura " Galaxy TV novel " da NHK .                         |
| 5 de maio de 1975   | registro elétrico                   | GS-8006        | B.         | Travessura do Tempo  | Yuu Aku          | Kouichi Sakata  | Kouichi Sakata  |                                                                       |
| 5 de agosto de 1976 | Toshiba EMI Expressar               | ETP-10047      | A.         | Piar                 | Banrimura Yukiko | Kouichi Sakata  | Kouichi Sakata  | A música tema do drama de TV " Kyuai ", estrelado por Junko Ikeuchi . |
| 5 de agosto de 1976 | Toshiba EMI Expressar               | ETP-10047      | B.         | Sugao                | Banrimura Yukiko | Kouichi Sakata  | Kouichi Sakata  |                                                                       |
| 1979                | CBS/Sony                            | 06SH-518       | A.         | Tokyo no Aoi         | Machiko Ryuu     | Yuji Ohno       | Yuji Ohno       | A música tema de " Harukana Saka " da TV Asahi .                      |
| 1979                | CBS/Sony                            | 06SH-518       | B.         | Charlie, meu querido | Machiko Ryuu     | Yuji Ohno       | Yuji Ohno       |                                                                       |

### Singles
Todos compostos por Yuji Ohno.
- Otoko to Onna ga Iya Te (Música tema de abertura da série de TV japonesa: " I'm an Ancestor ")
- Fairy Night ( Yomiuri TV (atualmente ytv), música tema de encerramento de " Lupin the Third PARTIII " )
- Ai no Da Capo ( Música tema de "Lupin the Third: The Columbus Files")
- LOVE SQUALL (Música tema de " Lupin the Third EPISODE: 0 First Contact ")
- Música de abertura de NHK "Galaxy TV Novel"

'' Face a Face '' (1981)
"Natsu Ni Yuku Onna" (1982)

### Músicas para Comerciais
- Propaganda para o detetizador Kincho Kinchoru (1974)